# Roland Stoltz
Denna artikel handlar om ishockeyspelaren Roland "Rolle" Stoltz, 1931–2001. För hans namne född 1954, se Roland Stoltz (ishockeyspelare född 1954).

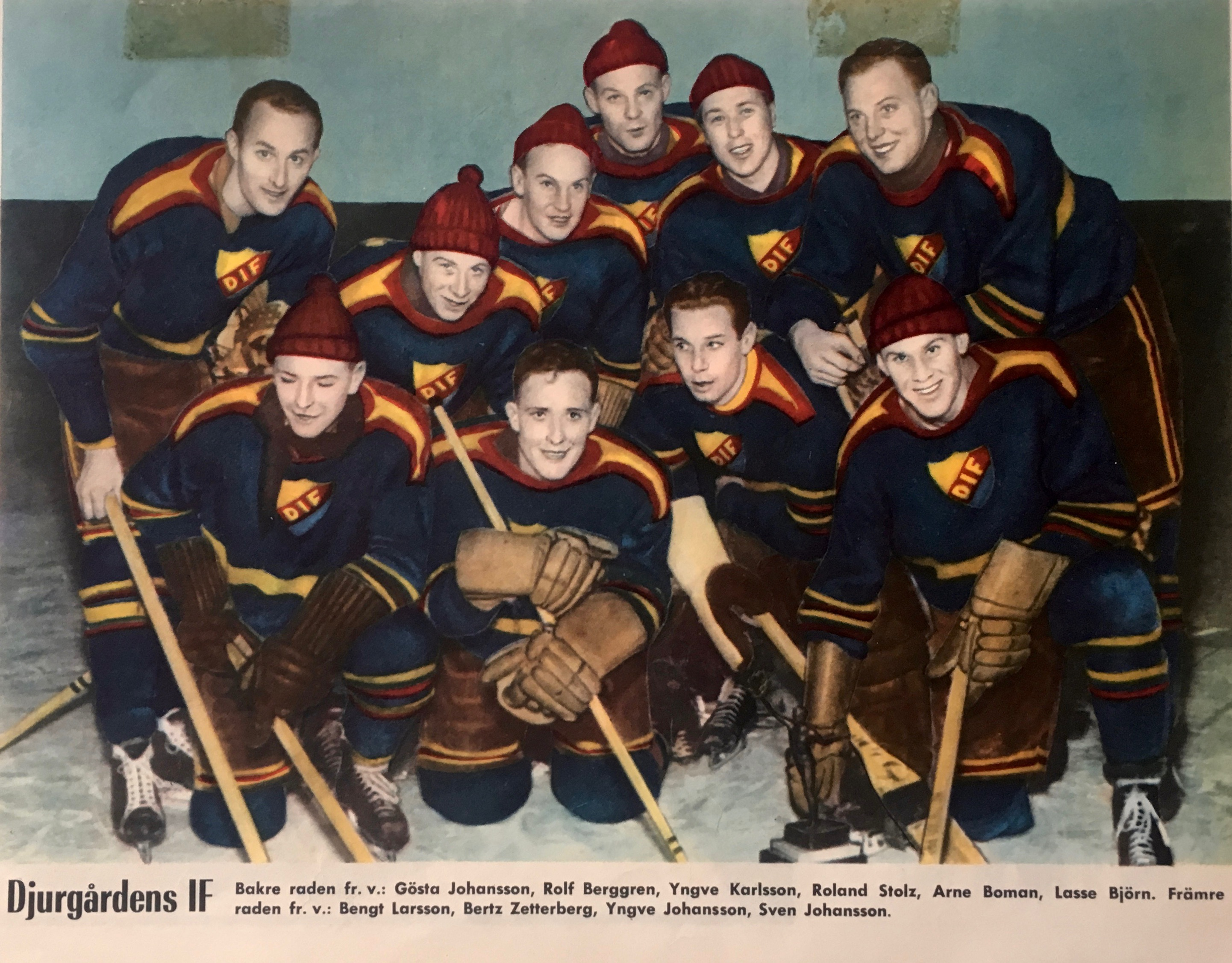
Djurgårdens hockeylag, som blev svenska mästare 1957/1958. I övre raden bland andra Roland Stoltz, i mitten, och Lasse Björn, längst till höger. I främre raden bland andra målvakten Yngve Johansson och Sven "Tumba" Johansson. Ingen spelare hade hjälm, utan en mörkröd toppluva.

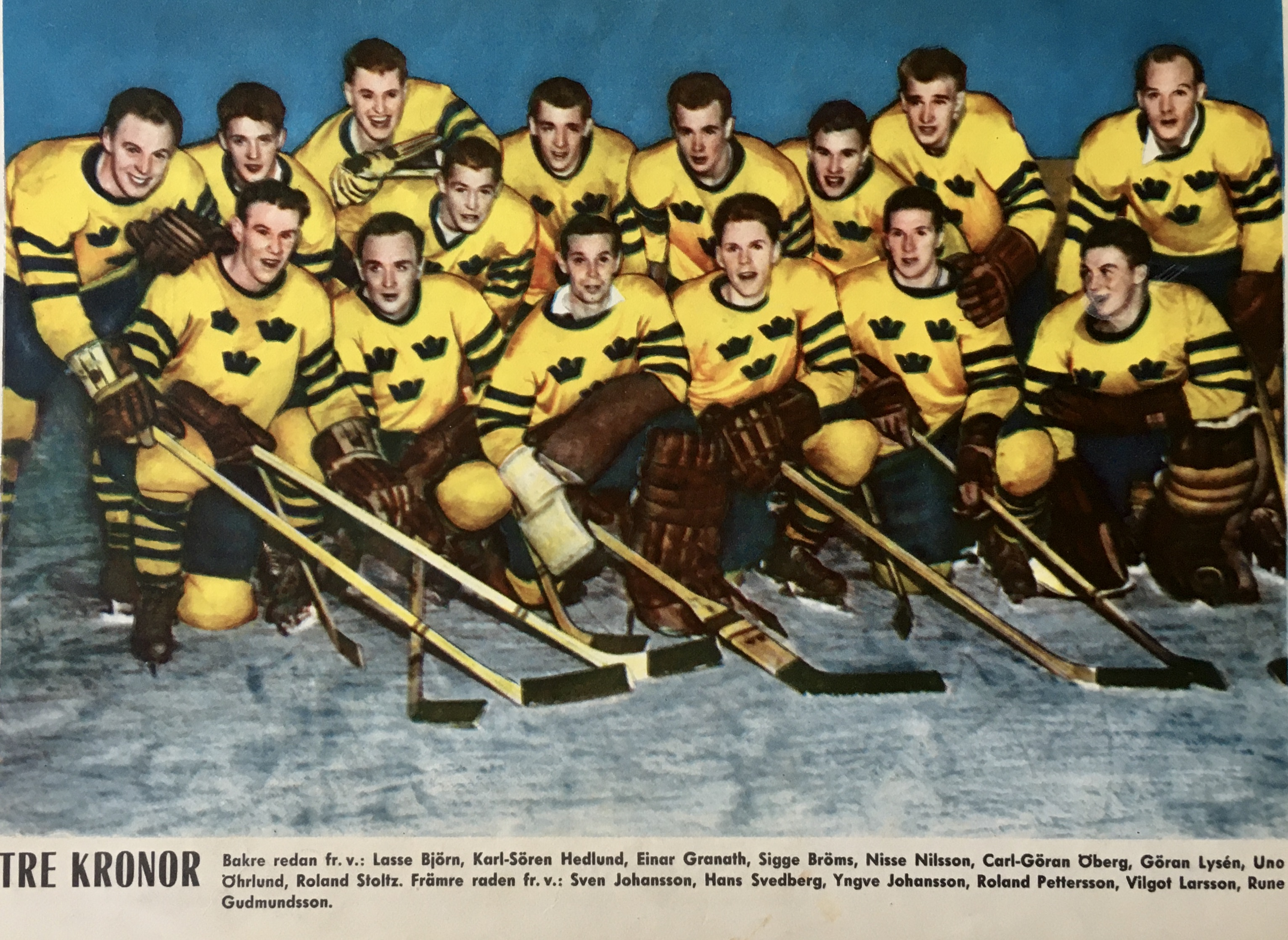
Tre Kronor i november 1958, från vänster, stående: Lasse Björn, Karl-Sören Hedlund, Einar Granath, Sigge Bröms, Nisse Nilsson, Carl-Göran "Lill-Stöveln" Öberg, Göran Lysén, Uno "Garvis" Öhrlund, Roland "Rolle" Stoltz; främre raden: Sven "Tumba" Johansson, Hasse Svedberg, Yngve Johansson, Ronald "Sura-Pelle" Pettersson, Vilgot "Ville" Larsson och Rune Gudmundsson.

Frank Roland "Rolle" Stoltz, född 1 augusti 1931 i Gröndal i Brännkyrka församling, Stockholm, död 19 februari 2001 i Skärholmen, Stockholm, var en svensk ishockeyspelare (back) och ishockeykommentator. Han spelade för Atlas Diesels IF och Djurgårdens IF. I landslaget spelade han 218 landskamper. Han var aktiv som spelare under 1950-, 60- och i början av 1970-talet.
Av sin gode vän Lars-Gunnar Björklund kallades Stoltz skämtsamt för världens bästa långsammaste back.. Han var den snabbaste av de båda i backpar med Lasse Björn. Stoltz hade en mycket god blick för spelet och var före sin tid taktiskt i rinken. Ett av hans signum vid referat av hockeymatcher var uttalet av ordet "hoonom" med långt o- i stället för kort å-ljud. 
Roland Stoltz avled i cancer den 19 februari 2001.
Musikern Joakim Thåström sjunger, att han minns när han fick Stoltz autograf, i låten Kort biografi med litet testamente.

## Meriter
- 218 landskamper
- Världsmästare i ishockey 1957 och 1962
- OS-silver: 1964
- VM-silver: 1963, 1967
- VM-brons: 1958, 1965
- SM-guld med Djurgårdens IF: 1958, 1959, 1960, 1961, 1962, 1963